# نقد أدبي نسوي
النقد الأدبي النسوي هو نقد أدبي جوهره النظرية النسوية أو بشكل أوسع سياسات النسوية، حيث يعتمد على تصورات هذه الحركة ومبادئها في نقد اللغة في الأدب.
تهدف هذه المدرسة الفكرية إلى تحليل ووصف الطرق المستخدمة في الأدب والتي تصور الهيمنة الذكورية في سردها عن طريق البحث في الدوافع المادية والاجتماعية والسياسية والنفسية المضمنة في النصوص،
ويمكن القول بأن هذا التوجه الفكري والنقد للنصوص قد أثر في طريقة تحليل ودراسة النصوص الأدبية كما أنه غير العرف العام فيما يتم تدريسه.

منذ البدء كان الهدف من النقد الأدبي النسوي تحليل النصوص القديمة في السياق الأدبي بمنظور جديد، حيث أن من أهم أهدافه تطوير الأسلوب النسائي في الكتابة وإبرازه وإعادة إحياء النصوص القديمة وتفسير الرمزية في الكتابات النسائية حتى لا يتم فقدها أو تجاهلها من وجهة النظر الذكورية والتصدي للتحيز الجنسي في الأدب. طورت ليزا تتل هذه الأهداف في الثمانينيات وأضافت إليها تحليل الكتابات النسائية والكاتبات من وجهة نظر نسائية ورفع الوعي بسياسات النوع الاجتماعي أو الجندر في اللغة والأسلوب عمل بهذه الأهداف عدد كبير من نقاد النسوية.

تاريخ هذا النقد الأدبي واسع وممتد؛ بداية من الأعمال الكلاسيكية لكاتبات من التسعينيات مثل جورج إليوت ومارجريت فيلر إلى الأعمال العصرية في دراسات المرأة ودراسات النوع الاجتماعي (أو دراسات الجندر) لكاتبات من «الموجة النسوية الثالثة».
اقتصر النقد الأدبي النسوي قبل السبعينيات -في زمن الموجة النسوية الأولى والثانية- على التأليف النسائي وتمثيل دور المرأة في الأدب وبشكل خاص تصوير الشخصيات النسائية الروائية، هذا بالإضافة إلى التركيز على ما يحصل من استثناء النساء من الأعمال الأدبية العامة حيث يقترح منظّرون أمثال لويس تايسون أن السبب في ذلك يرجع إلى أن الارآء حول الكاتبات لا تعد في أغلب الأحيان آراء عالمية.

بالإضافة إلى ذلك فإن النقد النسوي ارتبط ارتباطا وثيقا بنشوء ونمو دراسات أحرار الجنس، حيث تهدف نظرية النقد الأدبي المعاصر إلى تحليل التصوير الأدبي وتمثيل المرأة والأفراد في المجتمع الشاذ وبذلك توسيع مجال دور الهويات المختلفة والتحليل في النقد الأدبي النسوي.

## الأساليب المستخدمة
طوّر أساتذة النسوية العديد من الطرق لتفكيك الأدب وتحليله حتى يتسنّى لهم فهم جوهره، هؤلاء من هم تحت إطار ما يسمى بالنقد النسوي سعوا إلى فصل التحليل الأدبي عن الحجج النظرية المبنية على الصياغة والأسلوب وقاموا ببناء نقدهم على عناصر أدبية ملموسة (الحبكة، الشخوص، الخ.) وتبيان والوعي باشارات العداوة للمرأة المضمنة في بناء القصة نفسها. مدارس فكرية أخرى مثل النقد النسائي (بالإنجليزية: gynocritcism) اتخذت نهجًا تاريخانيًا في الأدب عن طريق تسليط الضوء على كاتبات نموذجيات في الأدب والطرق التي توضح علاقتهن بهيكل النوع الاجتماعي أو الجندر في تصويرهن للخيال والواقع في النصوص. نشأ هذا المبدأ في زمن الموجة النسوية الثانية وتشير ألين شوالتر إلى أن النقد النسوي ما هو إلا «بحث ايدولوجي وصالح وثائر وتحذيري لأخطاء وذنوب الماضي» وتضيف الناقدة النسائية «أنه هبة الخيال في بحث غير عابئ بالاختلافات الأساسية في الكتابات النسائية».”

يسعى العديد من الأساتذة المعاصرين إلى فهم نقاط التقاء الأنوثة وتعقيد الافتراضات السائدة عن سياسات الجنسين عن طريق دراسة فئات مختلفة للهوية (العرق، الطبقة الاجتماعية، الميول الجنسية وغيرها). الهدف الأساسي لأي من هذه الأدوات هو كشف وإبراز الهيكل الأبوي (البطريركي) المضمن في الكتابات الأدبية ومسائلة الطرق التي تبني الافتراضات الأدبية الجوهرية فيما يتعلق بضعف وخضوع المرأة، هذا ما ساعد في توسع الأدب ليشمل عددا أكبر من الأفراد. إضافة إلى ذلك استطاعت الأعمال التي لم تلقى اهتمامًا أؤ القليل منه تاريخيًا بسبب الضوابط التاريخية لكتابات النساء في بعض الثقافات الآن أن تصل للناس بشكل أكبر بنسختيها الاصلية والكاملة، هذا ما جعل مجموعات أوسع من الأعمال الأدبية تصل لأكبر عدد من القراء حيث أُعطت جميع الكتابات العظيمة المجال لتصل للناس دون نظام التحيز لجنس معين دون الآخر.

وتقوم النساء أيضًا بتوظيف موضوعات مكافِحة للنظام الأبوي للاحتجاج ضد الرقابة المفروضة تاريخيًا للكتابات النسائية الأدبية؛ مثال على ذلك انتشار الأدب النسوي المنحط في التسعينيات، حيث كان الهدف منه أساسا تحدي سياسات التفرقة الجنسية للنظام الأبوي وتمكنت النساء من جلب اهتمامًا أكبر لمواضيع النسوية في الأدب عن طريق توظيف عدد كبير من شخصيات مثليات الجنس والهويات الغريبة والاستكشاف الجنسي، هذا ما نجده جليًا عند ريتا فليسكي وجوديث بينيت.

ومع تطور مفاهيم أكثر تعقيدًا للنوع الاجتماعي (أو الجندر) والذاتية وتزامن الموجة النسوية الثالثة، فإن النقد الأدبي النسوي أخذ منحيات جديدة لاسيما في أعراف النظرية النقدية التقليدية لمدرسة فرانكفورت حيث اعتبرت التحليل النفسي للجندر وفقا للأحكام الفرويدية (نسبة إلى سيغمند فرويد) واللاكانانية (نسبة إلى جاك لاكان) جزء من تفكيك علاقات القوة القائمة واستثمار سياسي حقيقي. لعبت هذه النسوية التي تتخذ منحنى تقليدي أكثر والتي تعد الواجهة التي تُعنى بحيوات النساء وسياساتهن دورا كبيرا في النقد عامة، وبشكل أخص، فإن النقد الأدبي النسوي المعاصر يهدف إلى معالجة القضايا المتعلقة بالبرمجة الواعية وغير الواعية للنظام الأبوي في جوانب رئيسية من المجتمع مثل التعليم والسياسة والقوى العاملة.

عند التمعن في الأدب، نجد أن نقاد الأدب النسوي المعاصرون يهدفون إلى البحث عن مدى نسوية وأدبية وجوهرية هذه الممارسات النقدية، وهناك علماء أمثال سوزان لانسر يسعون إلى تنويع التحليل الأدبي وتطوير ممارسات المحلل نفسه.

## التاريخ والنُقاد
رغم أن الاتجاه السائد للنقد الأدبي النسوي ظهر في الموجة النسوية الثانية إلا أنه لا يمكن تجاهل العديد من النصوص التي ظهرت قبل هذه الموجة والتي ساهمت بشكل كبير في هذا المجال. يرجع تاريخ النقد الأدبي النسوي إلى العصور الوسطى ويجادل البعض أن رواية جيفري تشوسر «زوجة باث» تعد مثالا على ذلك. إضافة لذلك، فإن زمن الموجة النسوية الأولى ساهم بشكل كبير في الأدب عامة ومنزلة المرأة خاصة، حيث نجد مقالة فرجينيا وولف «غرفة تخص المرء وحده»، أحد النصوص التأسيسية، تناقش أنه بغية الكتابة بإبداع والنجاح نقديًا يجب على المرأة امتلاك مساحة خاصة واستقلال مادي. وعلى الرغم من إن كان أساس الحبكة وولف كمتحدثة في مؤتمر للأدب النسوي فهي تتصور أن الطريق مازال طويلا للنساء في تحقيق أهدافهن فيما يتعلق بقضايا المرأة في المجال الابداعي، خاصة مع دراسة وولف للفروقات التعليمية بين الرجل والمرأة.

تتجذر أسس النقد الادبي النسوي المعاصر في أواخر التسعينيات إبان حركات الموجة النسوية الثانية، بدءا بمسائلة الأدب القائم على التمركز الذكوري والذي يصور المرأة في أدوار مستضعفة وخاضعة، حيث قمن منظرات أمثال ماري المان وكيت ميليت وجيرمين غرير بتحدي الصور النمطية للمرأة في السياق الادبي.

وبالإمكان تقسيم الموجة النسوية الثانية إلى ثلاث مراحل: المرحلة الأنثوية وهي المرحلة التي خضعت فيها الكاتبات للقيود الذكرية، الموجة النسوية وهي تلك المرحلة التي تم فيها طرح الأسئلة عن دور المرأة في المجتمع، وأخيرا الحركة النسوية وهي التي تم فيها الاعتراف بالنصوص النسائية؛ هذه الأعمال التي أصبحت أقل شراسة عن أعمال ونصوص المرحلة النسوية.

اقترحت سوزان لانسر تغيير اسم النقد الادبي النسوي إلى النقد النسوي الأدبي حتى ينتقل التركيز من النقد إلى النسوية وتشير إلى أن كتابة مثل هذه الأعمال تتطلب وعيًا بالسياق السياسي،” وفي السياق نفسه أصبحت الين شوالتر ناقدة مهمة في طريقة النقد النسائي بكتابها «أدب خاص بهن» في 1977. في ذلك الحين لم يكن الاهتمام مختصا بتخطيط وتحليل نصوص الاضطهاد ولكن بناء مساحة أدبية للكاتبات في الماضي والحاضر والمستقبل لترسيخ تجاربهن بصورة حقيقية وتقدير جماليات أعمالهن.

بعد انتهاء عهد الحقوق المدنية في الولايات الأمريكية المتحدة بدأت في الظهور الحركة النسوية الأدبية السوداء كردة فعل على الخطابات ذات المركزية الذكورية لحملات تمكين السود والتي بدأت تكسب زخمًا على أصوات النساء. ويعد كتاب «المرأة السوداء: مختارات» حررها كايد (1970) كتاب جوهري في نهوض الحركة النقدية الأدبية السوداء ونظريتها رغم أن الكتاب لا يعد نصا نقديا ولكن مجموعاته المختارة من القصائد والقصص القصيرة والمقالات دعمت الأشكال المؤسسية الجديدة للعلوم الأدبية السوداء وشملت هذه العلوم الادبية أيضا توجه التقليل من موهبة الكاتبات السود بالمقارنة مع غيرهن. قدمت المجموعة الادبية «نهر الكومباهيي» ما يشار إليها بأحد أبرز النصوص الأدبية السوداء والتي يطلق عليها أيضا «بيان النسوية السوداء» (1977) حيث تثبت أن الأدب النسوي كان عنصرا أساسيا في حركة تحرير النساء السود.
في عام 1977 نشرت ساندرا جيلبرت وسوزان كوبار كتاب بعنوان «المرأة المجنونة في العلية» والذي يتضمن تحليلات لقصائد ونصوص نثرية لكاتبات وكيف تمثل هذه النصوص جزئا من السياق العام للأدب النسوي. أصبح هذا الكتاب مرجعا للنقد النسوي ووسع نطاق ما يمكن اعتباره عملا نسويًا، لاسيما في القرن التاسع عشر. يناقش الكتاب وبشكل خاص تقسيم النساء إلى فئتين مختلفتين من الرجال في الأوساط الأكاديمية، اما وحوشًا أو ملائكة، وتوضح الكاتبتان أن تقسيم النساء في هاتين الفئتين قد حصر الكاتبات لمجالات معينة في الأدب والكتابة، تاركات المجالات الباقية للرجال وهذا ما سبب قلق لديهن بالالتزام بتلك الفئتين زو تعريض أنفسهن للسخرية.
تركيز الكاتبتين بشكل خاص على النقد الادبي في مجال الشعر وبعض النصوص القصيرة وسع فرص مساهمات الأدب النسوي في الوقت الحالي، حيث كانت تعد في السابق أعمال أقل أهمية من الأعمال الأطول. مثالا على ذلك نجد اليوم كاتبات مثل غلوريا أي. أنزالودا تمكنّ من الإسهام في المجال النسوي بينما لايزلنّ يعملنّ بأشكال الكتابة المختلفة الأخرى عوضا عن الروايات الكاملة.

اما في الثمانينيات ساهمت كلا من هازل كاربي وباربرا كريستيان وبيل هوكس ونيلي مككاي وفاليري سميث وهورتنس سبيلر والينانور ترايلور وشيرل وال وشيرل آن ويليامز في الحركة النسوية السوداء في ذلك الوقت، في الوقت نفسه نشرت ديبورا ماكدويل مقالة بعنوان «توجهات جديدة للنقد النسوي الاسود» نادت فيها لحركة نقدية نظرية عوضا عن الكتابات الحالية والتي ترى بأنها تطبيقية أكثر. ناقشت الكاتبة في مقالتها إلى حد كبير تصوير المرأة السوداء في الأدب وكيف أن هذا التصوير جاء بشكل سلبي أكبر من تصوير المرأة البيضاء. مع تطور الوقت بدأت النظرية تتبدد في الايدولوجية حيث قرر الكثير الانتقال إلى تدقيق العوامل النفسية لتجربة السود عن التعميمات الواسعة، في حين قرر آخرون ربط أعمالهم بسياسات المثلية الجنسية أو السحاقية وآخرون في تحليل تجربة السود وعلاقتهم بالعالم الغربي، على كل حال استمر هؤلاء الباحثون في توظيف العديد من الطرق والأساليب لاستكشاف هوية النسوية السوداء في الأدب.

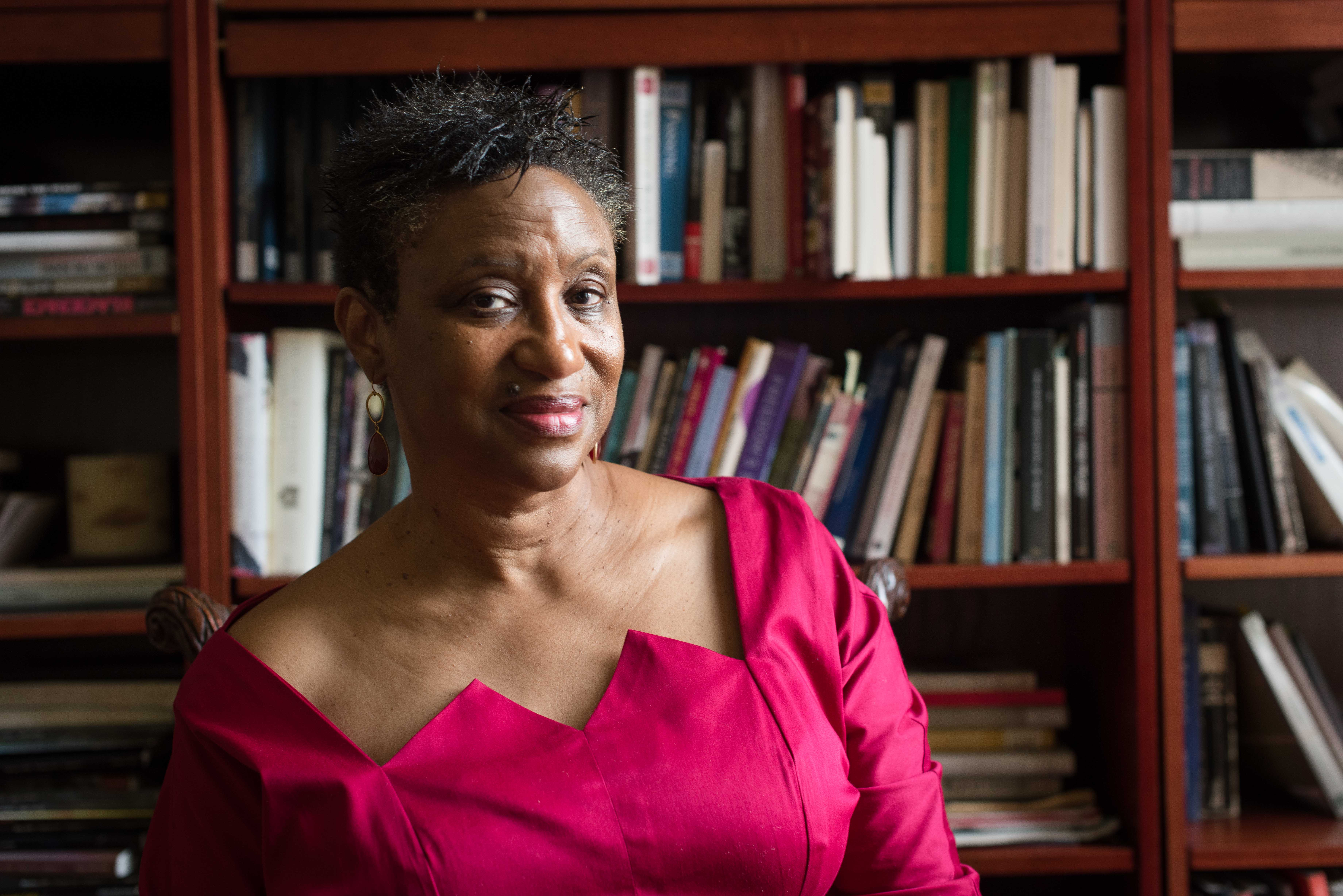
ديبورا ماكدويل

ادخلت عالمات فرنسيات أمثال جوليا كريستيفا وهيلين سيكوس ولوسي ايرجاري خطابات التحليل النفسي في أعمالهن بطريقة سيغمند فرويد وجاك لاكان نفسها للوصول إلى أقصى مخاوف النسوية في النصوص لتبيان حقائق اجتماعية أوسع عن مكانة المرأة العامة.
حاليًا، وظفت عالمات النسوية في مجال الأدب أمثال هورتنس سبيلر ونانسي أرمسترونج وأنيت كولودني وايرين تايلر الاتي جئن من خلفيات مختلفة تجاربهن الذاتية ذات الفروقات الدقيقة في التعمق أكثر في فهم الأدب النسوي، في الوقت نفسه يوظف العديد من أساتذة الجامعات النقد النسوي في نقد النصوص بشكل عام، حيث أن دمج هذه المدرسة الفكرية في السياق الأكاديمي وفر أداة فعالة جدا في اثارة الاسئلة المتعلقة بالعلاقة بين الجنسين في النصوص.

## التطبيقات الحديثة
توسع النقد الأدبي النسوي ليشمل مجموعة أوسع من الهويات تحت مظلة «النسوية» مثل النواحي الأخرى من النظرية النسوية خلال النصف الثاني من القرن العشرين. حيث سعت نظرية الموجة النسوية الثالثة إلى ادراج عدد أكبر من الهويات المتعددة والمتداخلة وتبِع النقد الادبي النسوي نفس المنهاج. تُعنى الموجة النسوية الثالة والنقد الادبي النسوي بتداخل العروق وغيرها من قضايا النسوية.، نتيجة لذلك زاد تنوع واختلاف طبيعة النصوص لتشمل نصوص ذات منظور عالمي مع البقاء والحفاظ على الاصل في تحليل المجتمعات المهيمَنة ذكوريًا وتأثير ذلك في تأويل وكتابة الأدب.

## روابط خارجية للإطلاع
- The "Feminist Theory and Criticism" article series from the Johns Hopkins Guide to Literary Theory and Criticism (subscription required):
  - 1963-1972
  - Anglo-American Feminisms
  - Poststructuralist Feminisms
  - Materialist Feminisms